# Novosibirská státní univerzita
Novosibirská státní univerzita (rusky Новосибирский государственный университет) je vysoká škola v ruském Novosibirsku. Roku 2016 byla v několika žebříčcích označena za 3. nejlepší univerzitu Ruska a jednu z 500 nejlepších na světě. Velká část jejích institucí se nachází v novosibirském Akademgorodku.

## Historie
Novosibirská státní univerzita byla založena z nařízení Sovětu ministrů SSSR 9. ledna 1958. Její vznik úzce souvisel se založením novosibirského Akademgorodku a Sibiřského oddělení Ruské akademie věd. Všechny tyto kroky měly vést k tomu, aby se Novosibirsk stal sibiřským centrem vzdělanosti a vědeckého výzkumu.
Výuka započala v Akademgorodku 28. září 1959. Úplně první přednášku na téma problémy současné matematické vědy přednesl akademik Sergej Sobolev. Jako první byla otevřena fakulta přírodních věd, která nabízela obory: matematika, mechanika, fyzika, chemie, geofyzické metody vyhledávání a průzkumu nerostného bohatství.
Roku 1963 byla při univerzitě otevřena fyzicko-matematické střední škola, která se snažila nabírat především vítěze fyzicko-matematických a chemických olympiád z celé Sibiře (dnes Fyzicko-matematická škola M. A. Lavrentěva při NSU).
Roku 1977 absolvoval zdejší Mechanicko-matematickou fakultu ruský matematik Jefim Izakovič Zelmanov.

## Struktura
- Geologicko-geofyzická fakulta
- Humanitní ústav
- Fakulta přírodních věd
- Fakulta informačních technologií
- Ústav medicíny a psychologie
- Mechanicko-matematická fakulta
- Institut rekvalifikace a zvyšování kvalifikace
- Fakulta fyziky
- Institut filozofie a práva
- Ekonomická fakulta

## Hodnocení
| Žebříček                                                                                  | Pozice  | Pozice v rámci Ruska | Datum       |
| ----------------------------------------------------------------------------------------- | ------- | -------------------- | ----------- |
| QS University Rankings: Emerging and Central Asia 2016                                    | 2       | 2                    | 2016        |
| Worldwide Professional University Rankings RankPro                                        | 224     | 4                    | březen 2016 |
| THE World University Rankings. Top 100 universities with the best student-to-staff ratios | 52      | 4                    | únor 2016   |
| QS World University Rankings                                                              | 291     | 3                    | září 2016   |
| The Academic Ranking of World Universities 2016                                           | 401-500 | 3                    | srpen 2016  |
| Webometrix                                                                                | 686     | 4                    | leden 2016  |